# Ludwig Geraldy
Ludwig Geraldy (* 3. Februar 1887 in Saarwellingen; † 14. März 1953) war ein deutscher bzw. saarländischer Politiker der Christlichen Volkspartei des Saarlandes.
Geraldy absolvierte seine Lehre im Verwaltungsbereich und war anschließend dort auch tätig, zuletzt als Kreisrechnungsrevisor in Saarwellingen. Daneben war er in seiner Heimatgemeinde politisch engagiert. 1946 übernahm er das Amt des Ersten Beigeordneten und des Vorsitzenden des Verwaltungsrats des Amts Saarwellingen, daneben trat er in die CVP ein. Bei der Landtagswahl 1947 verpasste er zunächst den Einzug in den Landtag, doch durfte er bereits am 25. November 1947 für den ausgeschiedenen Paul Schütz nachrücken. Bei der Landtagswahl 1952 wurde sein Mandat bestätigt, im Landtag übernahm er nunmehr den Vorsitz der Ausschüsse für Geschäftsordnung und Wahlprüfung. 1953 nahm er als Delegationsmitglied in Paris an den Verhandlungen über die Saar-Konvention, der Allgemeinen Konvention zwischen dem Saarland und Frankreich teil. Bereits im Februar musste er krankheitsbedingt zurückkehren, wenig später verstarb er. Sein Mandat im Landtag übernahm Franz Gier.
Nach ihm wurden eine Straße und eine Grundschule in Saarwellingen benannt.